# Урзічень-Педуре
Урзічень-Педуре, Урзічені-Педуре (рум. Urziceni-Pădure) — село у повіті Сату-Маре в Румунії. Входить до складу комуни Урзічень.
Село розташоване на відстані 467 км на північний захід від Бухареста, 40 км на захід від Сату-Маре, 143 км на північний захід від Клуж-Напоки.

## Населення
За даними перепису населення 2002 року у селі проживали 213 осіб.
Національний склад населення села:
| Національність | Кількість осіб | Відсоток |
| -------------- | -------------- | -------- |
| угорці         | 152            | 71,4%    |
| румуни         | 57             | 26,8%    |

Рідною мовою назвали:
| Мова      | Кількість осіб | Відсоток |
| --------- | -------------- | -------- |
| угорська  | 168            | 78,9%    |
| румунська | 45             | 21,1%    |